# Maria Costa
Maria Costa (Messina, 15 dicembre 1926 – Messina, 7 settembre 2016) è stata una poetessa italiana.

## Biografia
Nata e vissuta nel rione della Case Basse di Paradiso, nelle sue poesie in dialetto messinese custodì e cantò la memoria collettiva della città dello Stretto distrutta da un catastrofico terremoto nel 1908. 
I suoi versi sono raccolti in diversi volumi tra i quali Farfalle serali (1978), Mosaico (1980), 'A prova 'ill'ovu (1989) e Cavaddu 'i coppi (1993). 
Il poeta Giuseppe Cavarra fu tra i primi a capire l'importanza della sua poesia: «In Maria Costa – scrive Giuseppe Cavarra – la poesia nasce come bisogno di estrinsecare la propria esperienza, perché sia di giovamento a tutti lungo la strada comune, come modo di rivivere con sofferenza il dolore degli uomini. Una scrittura poetica la sua come apertura al dialogo, come fiducia nella forza della parola che scava in profondità senza infingimenti o compiacimenti. Ciò fa sì che nella poetessa di Case basse la parola poetica si faccia di volta in volta senso ritrovato di un’umanità che non conosce limiti, partecipazione sofferta e silenziosa alle ragioni degli altri».
Nel 2006 il suo nome fu iscritto nel registro dei “Tesori Umani Viventi” dall'Unità Operativa XXVIII – Patrimonio UNESCO, Registro Eredità Immateriali della Regione Siciliana.
Muore a Messina il 7 settembre 2016.
A lei sono stati dedicati servizi e interviste di numerosi media e reti televisive nazionali e straniere (Francia e Russia), e tesi di laurea elaborate nelle università di Palermo, Messina, Udine, Catania e Siena.
Dopo la sua morte, la sua abitazione in Via Case Basse è diventata una Casa Museo ed è sede del Centro Studi Maria Costa. Il centro studi promuove iniziative a sostegno della poesia popolare e di impegno civile. 

"Maria Costa. Il mare nel cuore.
Si presenta in questo volume il complesso degli scritti dialettali di Maria Costa, tanto in versi quanto in prosa. La poetessa messinese rimane ancora oggi, a quattro anni di distanza dalla sua scomparsa, una delle espressioni più alte della cultura siciliana; nata da una famiglia di pescatori, vissuta e morta a Messina (15 dicembre 1926 - 7 settembre 2016), Maria Costa ha sviluppato assai presto una duplice attitudine di poetessa popolare e di portatrice attiva di uno sterminato patrimonio di memorie orali. Residente nel piccolo borgo tradizionale di Case Basse in località “Paradiso” a Messina, questa straordinaria custode del patrimonio fiabistico, mitologico e letterario messinese è divenuta negli anni punto di riferimento per linguisti, antropologi, studiosi di tradizioni marinare, dialettologi, storici della letteratura popolare; parte del patrimonio dialettologico e lessicale posseduto da Maria Costa è stato ad esempio utilizzato nella redazione di singoli lemmi del Vocabolario Siciliano fondato da Giorgio Piccitto e diretto da Giovanni Tropea, edito a cura del Centro di Studi Filologici e Linguistici Siciliani; la stessa è stata fra l’altro utilizzata quale informatrice dal prof. Salvatore Trovato, ordinario di Geografia Linguistica presso l’Università degli Studi di Catania, nella raccolta dei materiali preparatorî per alcuni saggi di dialettologia. Una delle doti di Maria Costa è stata infatti quella di essere rimasta l’unica depositaria del dialetto messinese pre-terremoto, da lei direttamente appreso e mai dismesso in quasi novant’anni di vita. A Maria Costa e al suo universo poetico e semantico sono state dedicate alcune tesi di laurea e numerosi studi specialistici. Nel corso della sua lunga attività poetica ha pubblicato volumi di poesie, oltre a racconti e storie di vita attinti al patrimonio orale di cui conservava prodigiosa memoria, nei quali rivive lo spirito della cultura tradizionale messinese pre-terremoto nelle sue più genuine declinazioni lessicali, antropologiche, espressive. Le principali sue raccolte sono: Farfalle serali (1978), Mosaico (1980), ‘A prova ‘ill’ovu(Patti, 1989), Cavaddu ‘i coppi (Patti, 1993),Scinnenti e muntanti (Messina, 2003), Ventu cavalèri (Messina, 2005),Mari e maretta (Messina, 2010), Àbbiru maistru, (Patti 2013). Vero e proprio archivio vivente della memoria storica peloritana, Maria Costa è stata molto conosciuta e apprezzata anche fuori della Sicilia per le frequenti apparizioni in festival di poesia, spettacoli teatrali e manifestazioni culturali di varia natura, in cui aveva modo di esibire le sue straordinarie doti di affabulatrice e di interprete. Negli anni ha ricevuto, tra gli altri, i premi Vann’Antò, Lisicon, Bizzeffi, Tindari, Colapesce, Poesia da contatto, Montalbano, Maria Messina, infine il prestigioso Ignazio Buttitta. Su di lei, o con lei quale significativa voce poetica dello Stretto, sono stati realizzati numerosissimi documentari da parte di registi giapponesi, tedeschi, francesi, etc., e in Sicilia da Fabio Schifilliti (Come le onde) e da Antonello Irrera (Feedback Colapesce- Flusso Luminoso); sono inoltre stati pubblicati, a cura di Mario Sarica per conto dell’Associazione Culturale Kiklos, due album contenenti poesie direttamente da lei recitate (U me regnu è u puitari, 2008, e I ràdichi dâ me terra, 2012). Intellettuali e studiosi come Giuseppe Cavarra, Sergio Bonanzinga, Sergio Di Giacomo, Lucio Falcone, Giuseppe Rando, Giuseppe Ruggeri si sono occupati di questa poetessa dedicandole articoli, studi, iniziative editoriali. 
Le città di Messina e di Reggio Calabria, il mondo accademico, numerose associazioni sparse in Sicilia hanno finora tributato ampi riconoscimenti al valore poetico e civile della figura, della vita e dell’intera produzione poetica e fabulatoria di Maria Costa.
Nel 2006, su proposta di chi scrive (allora responsabile della Sezione per i Beni Etno-antropologici della Soprintendenza di Messina), la poetessa è stata iscritta nel R.E.I. (Registro delle Eredità Immateriali, istituito con D.A. n. 77 del 26/07/2005, Assessorato BB.CC.AA. e P.I. Regione Sicilia, seduta della Commissione di merito del 20/09/2006) quale “Tesoro Umano Vivente”, proprio per il fatto di essere l’unica detentrice, e custode, di un repertorio lessicale riconducibile al dialetto peloritano ottocentesco, del quale si è ormai smarrita la memoria.
Se volessimo tracciare delle coordinate per orientarci nella poetica di Maria Costa potremmo senz’altro individuare due filoni principali, non disgiunti ma strettamente embricati tra loro, attraverso i quali si è venuta snodando e declinando la sua visione del mondo: il mare innanzitutto, e poi l’ancoraggio alla casa natìa, al luogo in cui essa sorge (le Case Basse, i Casi Basci, nella contrada “Paradiso” di Messina).
Il mare costituisce per Maria Costa una patria al contempo reale e sognata, avendone lei vissuto direttamente le suggestioni derivanti da un contatto diretto con tale realtà ma avendone parimenti assimilato le più variegate declinazioni attraverso i racconti del nonno, del padree di tutti i pescatorile cui storie sin da piccola avidamente assorbiva.
Il mare come orizzonte dunque, come luogo. Luogo di coesistenze e di stratificazioni semantiche, come tale luogo per sua natura polisemico e proteiforme. Mare placenta, brodo di coltura, involucro che dà e fa crescere la vita. Coltre che avvolge ma che a volte rischia di soffocare. Elemento morbido e “cullante” ma al contempo infido e cangiante. Mare superficie e abisso, che fa galleggiare e sprofonda. Mare luogo di viaggi, partenze, ritorni, transiti, attracchi, avventure, naufragi, smarrimenti; delle nostalgie e dei desiderî, delle utopie e delle solitudini. Mare come esito e metafora del mistero insondabile della natura; mare come luogo di epifanie, in cui il sacro - a volte - si manifesta; come teatro dell’inconscio, palcoscenico di multiformi metamorfosi. Mare che unisce e divide popoli e culture, luogo in cui si esercitano attività dalla storia secolare (pesca del tonno, del pescespada, raccolta del corallo, produzione del sale, molluschicoltura etc.). Mezzo e fine, contesto e materia prima. Un mare di cui la poetessa coglie l’atroce ambivalenza ma al contempo la familiarità, la capacità di conferire ancoraggio e certezze esistenziali.
Il secondo indicatore, la casa e il borgo, non appaiono meno importanti nell’universo poetico di Maria Costa. Il tema della patria culturale viene in lei esplicitato attraverso uno sguardo particolarmente attento alla cultura dell’oikos, alla rappresentazione della casa, ma più in generale del borgo che la contiene, intesi come centro di domesticità i cui confini ampliandosi non perdono tale connotazione, come luogo privilegiato dei processi di appaesamento e delle strategie di conservazione e trasmissione della memoria. È un luogo amato, sognato e trasfigurato, ma sempre avvertito come spazio rassicurante, in grado di garantire in ogni momento orizzonti esistenziali e margini di operatività ai suoi abitanti. Sono fortemente emblematiche, nel senso di una connotazione forte ancorché variamente modulata delle caratteristiche di patria culturale del borgo, le immagini dei mestieri e dei tipi sociali, le narrazioni delle dinamiche familiari, delle mentalità, dei comportamenti, la riproposizione dello straordinario lessico che ne accompagna le modalità di comunicazione. Al contempo Maria Costa dispiega uno sguardo più ampio, in grado di travalicare la dimensione di piccola patria e di aprirsi a un’analisi (poetica ma non per ciò meno rigorosa) della città di Messina e dell’intera isola di Sicilia, luoghi - reali e simbolici - di snodo e riplasmazione di tutte le traiettorie culturali che si sono storicamente dispiegate in quest’angolo di mondo negli ultimi diecimila anni. Beni naturali e naturalistici (mineralogia, botanica, flora e fauna, in specie ittica), testimonianze di attività lavorative e produttive di rilevante interesse etno-antropologico oggi dismesse o mortificate da un perverso assetto territoriale (cantieristica navale, mastri d’ascia, ciclo del vino, molluschicultura), memorie e suggestioni mitologiche e letterarie (dai miti greci a Horcynus Orca), tradizioni marinare, emergenze archeologiche, storiche, architettoniche, oceanografiche, paesaggistiche: ecco in breve l’articolato palinsesto culturale e ambientale che rende le poesie e le prose di Maria Costa un unicum.
Di cosa si è occupata nelle sue poesie, nelle sue prose Maria Costa? Praticamente di tutto l’universo tradizionale siciliano, quello, per intenderci, esistente fino alla pasoliniana scomparsa delle lucciole.
Possiamo provare a delineare - all’interno dei due principali filoni sopra individuati - una mappa degli argomenti principali degli scritti di Maria. In questi sono assai presenti le descrizioni degli oggetti di una volta(il bracere, il carretto, la cona, il luntro …..), dei personaggi più o meno famosi, messinesi, siciliani o di vasta notorietà per il ruolo da essi ricoperto nella storia del mondo. Sono poi largamente trattati il lavoro e i mestieri di un tempo(l’agricoltura, la pastorizia, la pesca, l’edilizia, e anche u conza bàvini, u calafatu, chiddu da giaurrina, i lavalana…..) e inoltre i luoghi(Messina, Scilla, Sicilia, Casi Basci …..), le circostanze (la Pasqua, il Natale, le vendemmia …..), gli eventi (Lepanto 1571, Adua 1896, il terremoto 1908…..), le figure numinose(i Tre Santi, Maria Addolorata, l’Ecce Homo…..). Tra essi, i mestieri e i personaggi spiccano per l’acutezza evocativa che la poetessa dispiega nel riportarli alla memoria.
Se volessimo definire la società e la cultura siciliane di settanta, ottant’anni or sono facendo ricorso a un’espressione pregnante, potremmo dire che quella società e quella cultura hanno rappresentato ed espresso un universo dei mestieri. In virtù di nient’altro se non, appunto, di una straordinaria pluralità di forme del lavoro artigianale, il mondo che ha preceduto l’attuale società dei consumi e che poi da questa è stato rapidamente travolto conserva tratti specifici e una precisa identità, che da un lato lo collegano direttamente alle svariate forme di organizzazione sociale che hanno contraddistinto la storia europea degli ultimi dieci secoli, dall’altro lo differenziano nettamente dalla cultura nella quale siamo oggi immersi e della quale tutti, più o meno consapevolmente, partecipiamo. La storia d'Italia, e la più ampia storia dell’Europa di cui esso fa parte, hanno infatti espresso dal Medioevo in poi e fino grossomodo al secondo dopoguerra, al di là dei mutamenti e delle fratture pure verificabili, una omogeneità e una continuità strutturale in ordine all’organizzazione sociale e all’ideologia complessiva concernente la percezione dei rapporti uomo-natura, di cui non si è più trovato riscontro nella storia dell’ultimo mezzo secolo, quasi che a partire dagli anni ’50 sia intervenuta una vera e propria mutazione antropologica che ha radicalmente modificato qualunque forma di vita tradizionale, spazzandola via tout court o, al più, tollerandola come sopravvivenza non vitale e come detrito insignificante di un passato ormai lontano.
Le attività artigianali, consistenti in strategie operative manuali e/o strumentali che consentono a chi svolge un’attività lavorativa un controllo diretto su di essa in tutte le fasi della produzione di un determinato manufatto o di esecuzione di un determinato servizio, hanno contribuito a scrivere la storia europea, dalle grandi civiltà del mondo antico, attraverso il Medioevo e la Rinascenza in cui esse ricoprirono un ruolo di primo piano nell’affermazione della nascente classe borghese, fino all’età contemporanea contrassegnata dalla compresenza, più alternativa che dialettica, tra forme dell’artigianato, dell’industria e dell’arte, le quali hanno finito col determinarsi come ambiti di produzione diversamente orientati in quanto al bilanciamento di qualità e quantità. Fin dal momento del loro sorgere le forme dell’artigianato si sono configurate come grumo di competenze lavorative e fabrili, di saperi empirici appresi e trasmessi secondo modalità affidate alla pratica diretta, al duro tirocinio della bottega o all’oralità, di tecniche del corpo consolidate attraverso secolari strategie di manipolazione dei materiali, di controllo delle fasi lavorative e di abilità somatizzate per imitazione.
Fino alla prima metà del nostro secolo è esistita in Europa, in Italia, in Sicilia, una serie impressionante di mestieri, di attività artigianali cui era demandato il compito di assicurare alle comunità locali tutti quei prodotti e quei servizi che erano utili al funzionamento di una società non opulenta, cui la scarsità delle risorse disponibili e la relativa semplicità dei mezzi di circolazione e distribuzione dei beni stimolavano inventiva e fantasia, conoscenza della materia e pratica di essa, progettualità non avulsa dal sapere della mano, quello che insomma i nostri progenitori greci definivano τέχνη. La maggior parte di questi mestieri è ormai da tempo scomparsa ovvero ridotta alla stregua di reperto archeologico, ma conviene enumerarne un certo numero se intendiamo continuare a praticare, per noi e per i nostri figli, l’esercizio della memoria: aromatario, argentiere, bottaio, calzolaio, cartaro, carrettiere, carbonaio, ceramista, cordaro, conciapelli, fabbro, falegname, fullone (gualchieraio), maniscalco, marmoraro, scalpellino, salinaro, stagnino, stazzonaro, tintore, vignaiolo, vasaio; e, in vernacolo, ’u siminzaru, ’u ficurinniaru, ’u conzalemmi, ’u lampiunaru, ’u castagnaru, l’ammola cuteddio arrotinu, ’u nivarolu, ’u gilataru, ’u scuparu, in una serie pressoché interminabile di  pratiche, di linguaggi, di contesti socio-esistenziali. Di tutti questi mestieri Maria Costa si è resa puntuale narratrice, mai asettica ma intimamente e miracolosamente partecipe, quasi che di ciascuna attività avesse per una sorta d’incantesimo introiettato le più intime ragioni, tecniche e sentimentali.
E’ evidente che a tale variegato e stratificato universo della fabrilità corrispondesse un altrettanto ricco e pregnante universo mentale, fatto di simboli, di mitologie, di riti e di sogni. Questo patrimonio oggettuale, linguistico e segnico rappresenta una delle poche reali risorse antropologiche che il nostro paese possiede e che ha il dovere storico di conservare “per quelli che verranno”. Bene, a me pare che con molta più efficacia delle descrizioni degli storici e antropologi del lavoro le poesie e le prose di Maria Costa siano in grado di immetterci dentro ciò che stava al cuore delle “messe in forma” di una volta. La sua produzione si rivela quindi preziosa ai fini del nostro stesso mantenimento di un grado accettabile di umanesimo. Laddove infatti la nostra asfittica cultura attuale dovesse venire meno anche a questo elementare atto di memoria e di conservazione, dovremo rassegnarci a vivere in un mondo privo di quelle diversità che fanno ricca l’esistenza e la rendono degna di essere vissuta.
Dei personaggi rimangono memorabili le sue straordinarie evocazioni di figure entrate nell’immaginario dell’antica storia messinese, come Cammaroto, Zagarella, Pidocchia, Don Lisciandru, o uomini che hanno segnato la storia artistica e letteraria dell’Isola come Antonello, Maurolico, Pitrè, Pirandello, Quasimodo, Verga, Sciascia, D’Arrigo…...
Tutti costoro vengono descritti come figure storiche, che però sotto le lenti della memoria che la poetessa dispiega, ora grandangolari ora potenti teleobiettivi, essi trapassano continuamente dalla dimensione temporale a quella mitica, assumendo la veste di Lari benefici che, tutti insieme, hanno concorso a formare lo straordinario mosaico dell’identità isolana.
Allorquando la scrittrice si volge a considerare la grande storia, la storia che si apprende sui libri, dispiega una straordinaria attitudine a non assumere gli eventi adottando una prospettiva grandangolare, bensì zoomando sugli stessi al fine di farne scorgere – e vivere intensamente – il brulichìo di umanità che si consuma all’ombra di quegli eventi. In ciò, Maria Costa pare aver messo inconsapevolmente a frutto gli esiti più maturi della moderna storiografia, quella che a partire dalle Annales ha riservato ampio spazio alla storia minuta e quotidiana, alle mentalità, alla lunga durata. Una storia dunque, quella proposta da Maria, che alla narrazione événementielle accompagna sempre la riflessione sui suoi personaggi anonimi che, anonimamente, contribuiscono anch’essi a farla. In ciò questa scrittrice si collega idealmente alla lezione brechtiana delle Fragen eines lesenden Arbeiters (Domande di un lettore operaio), poesia nella quale si contesta l’idea di una storia costruita avendo riguardo ai soli vertici (Tebe dalle Sette Porte, chi la costruì? Ci sono i nomi dei re, dentro i libri. Sono stati i re a strascicarli, quei blocchi di pietra? /….).
Altra caratteristica pregnante della poetica di questa donna è stata infatti la sua apertura mentale, la generosità del non assumere mai solo per sé la narrazione posta in essere ma di imprimerle sempre un carattere collettivo, popolare direi (se tale termine avesse ancora diritto di cittadinanza nella cultura attuale).
La memoria di Maria Costa non si esercitava mai, infatti, in direzione di un passato percepito e vissuto in modo intimistico e lirico, bensì sempre tenendo presente la dimensione corale, comunitaria degli eventi e delle storie di vita ricordati, attraverso un’esposizione pariteticamente connotata dall’asciuttezza della parola, dal rigore della trama narrativa, dall’innato pudore che sempre impedisce ai sentimenti di trasformarsi in sentimentalismi. E anche allorquando questa poetessa raggiungeva e compulsava tutta la gamma della dimensione epica, gli elementi mitici non perdevano mai il loro peculiare carattere realistico, ponendosi sempre come declinazioni di un meraviglioso che abita e attraversa il quotidiano.
Altra caratteristica che fa di Maria Costa un vero e proprio “tesoro umano vivente” è stata la sua straordinaria capacità di recitazione. Le sue composizioni poetiche, ma anche le performances narrative ispirate a ricordi personali sulla Messina di un tempo, venivano da lei interpretate alla stregua di una rappresentazione teatrale, assai simile ai moduli recitativi della tragedia greca.
Maria recitava con tutto il corpo, spesso tenendo gli occhi chiusi come uno dei maestri di verità descritti da Marcel Detienne. L’intonazione, le interiezioni, la mimica gestuale, la melopea, il flusso ritmico complessivo delle sue fabulazioni rendevano evidente come l’esercizio poetico o mnemonico venissero praticati attingendo a un innato - e davvero inconsueto - “guardaroba di personalità” a tal punto interiorizzato da consentirle di attingere a esso con estrema versatilità e con effetti talmente felici che raramente è dato registrarne di analoghi presso altri poeti popolari.
Riflettendo sulla cifra complessiva di questa straordinaria cantrice della lingua siciliana, vien fatto di pensare al teatro epico di Bertolt Brecht, ossia di una messa in scena che persegue la produzione di conoscenza presso i suoi fruitori attraverso la narrazione critica di fatti e situazioni, con caratteristiche tali da suscitare una trasformazione della realtà. Per Maria Costa tale obiettivo veniva perseguito nel senso del tentativo di ricucire attraverso la poesia universi esistenziali altrimenti irrelati e disgiunti, promuovendo un sentimento del tempo, una volontà consapevole di memoria e l’impegnativo esercizio di tornare a ri-sillabare identità possibili.
Sotto tale prospettiva, il mondo poetico di Maria Costa, l’universo perduto di cui aveva ritagliato per sé il ruolo di custode, al di là dell’effetto di straniamento che suscitava negli ascoltatori il dipanarsi di moduli recitativi assai lontani dal “qui e ora” che caratterizza la nostra – ahimè povera - modernità, continua a ricordarci che quel mondo ancora ci interpella, che il grumo poetico che ne veicolava la fruizione è frutto di nodi irrisolti nella storia delle classi subalterne italiane lungo l’intero arco del XX secolo. Che, insomma, di fronte a tale poesia dovremmo tutti prendere coscienza che “de re nostra agitur”.
Maria Costa è stata anche in tutti questi anni, per Messina, una sorta di alibi. Fintanto che lei è rimasta in vita la città si è potuta illudere di avere ancora la sua anima antica, la sua identità. Maria infatti è stata l’unica depositaria di un dialetto e di un patrimonio di memorie orali che i messinesi hanno definitivamente dimenticato ma che - persistendo in Maria - potevano essere ottimisticamente ma illusoriamente considerate un patrimonio comune.
In realtà è probabile che la città di Messina nel suo complesso non abbia compreso appieno la sua grandezza, poetica e umana. Messina è una città troppo spesso distratta, e per lo più il personaggio Maria Costa è stato percepito come una figura folkloristica, da tenere presente negli eventi per conferire loro una nota pittoresca. Come tale usato, certo con affetto, con bonomia, ma quasi sempre presentandone un’immagine oleografica che ne sminuiva il dirompente valore poetico ed espressivo.
Questa donna non recitava le sue poesie, ma le incarnava e le rendeva presenti attraverso la mimica facciale, il timbro di voce, la cadenza, la gestualità, i lampi degli occhi, attraverso insomma una tecnica recitativa che stava a metà tra la commedia dell’arte e il teatro epico. E tutto questo Maria lo faceva con meravigliosa spontaneità, senza niente di costruito, da quella straordinaria e bella persona che è stata.
Già, perché Maria Costa non è stata solo “la poetessa”, “la voce dello Stretto”, e tutti gli appellativi più o meno retorici che le sono stati cuciti addosso. Maria è stata una gran donna, e chi si prenderà in futuro la briga di conoscerne le vicende esistenziali scoprirà una figura moderna, fin dalla giovane età un’anticonformista che sparigliava con leggerezza tutti i luoghi comuni e tutte le riposanti certezze allora consolidate sui ruoli e sul ruolo delle donne in particolare. E tuttavia il suo anticonformismo non l’allontanava mai dalle sue radici, la famiglia e il mare, i contatti umani e la fantasia, la cultura materiale e le mitologie, e la continua vocazione fabulatrice, a dire, a comunicare, quasi che il dire e comunicare dovessero o potessero rivestire una funzione terapeutica per l’intera comunità.
E tutto veniva miracolosamente elaborato e riplasmato in una poesia aspra, passionale, e al contempo tenera, umanamente partecipe dei dolori dei propri simili e della fatica del vivere.
Mi pare di poter dire, una semplicità di vita, una perenne freschezza di mente, una libertà di spirito, un ottimismo che hanno avuto sempre la meglio su ogni difficoltà materiale. Una indomabile speranza, insomma, che Messina potesse tornare libera e pulita come in larga parte era stata ai suoi tempi, o comunque come lei l’aveva vissuta.
Se ci decidessimo, come ormai è giusto fare almeno da centocinquant’anni a questa parte, ad adottare un concetto antropologico di cultura, abbandonando la vecchia accezione umanistica, ciceroniana, che considera la cultura una “cultivatio animi”, un esercizio quasi ozioso e gratuito, appannaggio esclusivo di chi ha studiato sui libri, allora ci apparirebbe chiaro che cultura è la somma dei modi in cui gli uomini organizzano la propria vita in comunità, e delle produzioni materiali, intellettuali e spirituali che conferiscono senso a tale vita. In questa nuova e più veritiera accezione Maria Costa ci appare oggi come una delle figure più significative della letteratura siciliana. Per tutta la sua vita ella si è ostinata a vagheggiare antiche tradizioni, illudendosi in tal modo di recuperare le cose perdute con atteggiamento che non era tanto nostalgico, nel senso tradizionale e conservatore del termine, ma piuttosto effettualmente nostalgico, secondo quanto l’etimologia ci richiama, attraverso cioè un desiderio, un dolore e un intrepido rivivere le origini smarrite da parte di chi si sentiva fatalmente decaduto e cacciato fuori da quell’Eden primordiale che erano stati la sua infanzia e il mondo dei suoi padri, divenuti patria agognata e mai interamente ritrovata.
La città di Messina, la Sicilia e l’intero Paese sono debitori verso Maria, questa straordinaria fabulatrice dello Stretto di Messina, di una massa sterminata di incantamenti poetici destinati a divenire in futuro patrimonio immaginifico comune".
(Introduzione di Sergio Todesco all'Opera Omnia dialettale di Maria Costa: Maria Costa, Poesie e prose siciliane, Pungitopo, 2020).

## Opere
Farfalle serali (1978)
Mosaico (1980)
’A prova ’ill’ovu (1989)
Cavaddu ’i coppi (1993)
Scinnenti e muntanti (Rema scendente e rema montante) (Edas, 2003)
Àbbiru maistru (Pungitopo, 2013)